# 灘温泉
灘温泉（なだおんせん）は、兵庫県神戸市灘区（旧国摂津国）にある温泉風呂屋（銭湯）。
「六甲道店」と「水道筋店」の2店舗を開設している。なお、六甲道の本店の建物は1932年に竣工。昭和初期のレトロな近代建築である。

## 浴場の設備
両店共通の設備として以下のものがある。なお、源泉の温度が低いため、両浴場では源泉浴槽と温泉浴槽に交互に入浴する「温冷交互浴」を勧めている。
- 「源泉浴槽」 - 加温・加水・循環・消毒を行わない源泉掛け流しを実施。
- 「温泉浴槽」、露天風呂 - 加温・循環濾過・消毒を行なっている。
- ジェットバス・電気風呂、水風呂 - 井戸水を使用。
- サウナ - 別料金。

## 各店舗の概要
六甲道店
- 泉質 - ナトリウム－炭酸水素塩、塩化物低温泉（炭酸含有）[2]
- 泉温 - 31.9℃
- 所在地 - 神戸市灘区備後町3丁目4番地
- 交通 - JR神戸線六甲道駅から徒歩2〜3分、阪神本線新在家駅から徒歩3〜5分
- 沿革
  - 1932年6月1日 - 風呂屋「灘浴場」として開業
  - 1995年1月17日 - 阪神・淡路大震災により被災[3]
  - 1999年12月26日 - 震災後に掘削した温泉により、灘温泉六甲道店として新装開業[3]

水道筋店
- 泉質 - ナトリウム－炭酸水素塩、塩化物温泉（炭酸含有）[4]
- 泉温 - 35.2℃
- 湧出量 - 毎分290リットル
- 所在地 - 神戸市灘区水道筋1丁目26番地
- 交通 - 阪急神戸線王子公園駅から水道筋商店街を通り、徒歩10〜15分
- 沿革
  - 1938年6月1日 - 創業
  - 1995年1月17日 - 阪神・淡路大震災により半壊[3][5]
  - 2003年10月10日 - 新装開業[3]

## 入浴料金
入浴料金は両施設共通である。詳細は公式サイト参照。
- 大人：450円
- 中人：160円（小学生）
- 小人： 60円（乳幼児）
- サウナ入浴：600円（サウナタオル付）
- よりみちサウナ：750円（サウナタオル+湯上りバスタオル+小タオル）
- よりみちセット：600円（入浴+タオル+バスタオル）
- ランナーズステーション：800円 (ロッカー利用3時間+入浴+タオル+バスタオル)

※サウナ入浴、よりみちサウナ、よりみちセット、ランナーズステーションのタオルはレンタル